# Jadup et Boel
Pour plus de détails, voir Fiche technique et Distribution.
Jadup et Boel (Jadup und Boel) est un film allemand réalisé par Rainer Simon, sorti en 1988.

## Synopsis
En Allemagne, dans un village, l'histoire de la Seconde Guerre mondiale ressurgit quand un étranger trouve un livre que Jadup a donné à Boel, un jeune réfugié.

## Fiche technique
- Titre : Jadup et Boel
- Titre original : Jadup und Boel
- Réalisation : Rainer Simon
- Scénario : Paul Kanut Schäfer (de) et Rainer Simon
- Musique : Reiner Bredemeyer (en)
- Photographie : Roland Dressel
- Montage : Helga Gentz (de)
- Production : Herbert Ehler (de) (chef de la production)
- Société de production : Deutsche Film
- Pays :  Allemagne de l'Est
- Genre : Drame
- Durée : 100 minutes
- Dates de sortie : 
  -  Allemagne de l'Est : 1988

## Distribution
- Kurt Böwe (en) : Jadup
- Katrin Knappe : Boel Martin
- Gudrun Ritter (en) : Barbara Jadup
- Timo Jakob : Max Jadup
- Käthe Reichel : Mme. Martin
- Franciszek Pieczka : Willi Unger
- Heide Kipp (de) : Mme. Unger
- Michael Gwisdek : M. Gwissen
- Rolf-Martin Kruckenberg : le lieutenant Wenzel
- Christian Böwe : Jadup jeune
- Dirk Nawrocki (de) : Wenzel jeune
- Berthold Schulze (de) : Tröger
- Susanne Wisniewski : Marion
- Horst Lebinsky (de) : Arne
- Inga Kaltenhäuser : Edith
- Uta Rauchfuß : Eva
- Evelyn Cron (en) : Anita

## Distinctions
Le film a été présenté en sélection officielle en compétition au Festival international du film de Moscou 1989.

## Censure
Le film a été tourné en 1980, mais a été censuré par les autorités est-allemandes, ce qui explique sa sortie tardive.